# Wendelin Schildknecht
Wendelin Schildknecht, född omkring 1592, troligen död i Stettin, var en tysk lantmätare och ingenjör.
Wendelin Schildknecht inträdde 1610 i dansk tjänst och deltog i Kalmarkriget på dansk sida. Han blev 1621 kvartermästare hos Ernst von Mansfeld och 1626 fältminör i polsk tjänst samt utnämndes sedan till hertiglig pommersk ingenjör. Efter Gustav II Adolfs landstigning 1630 trädde han i svensk tjänst, deltog i ledningen av de befästningsarbeten som kungen lät uppföra i den nordtyska städerna, bland annat vid Stettin, och blev 1631 arklimästare i Stargard. Han gjorde även en insats som kartograf och ritade bland annat en karta över Mark Brandenburg. Han slutade sin bana i Stettin, där han utnämndes till stadsingenjör och senare pommersk överlantmätare. 1652 utgav Schildknecht ett förnämligt fortifikatoriskt arbete i tre band, Harmonia in fortilitiis construendis, defendis et oppugnandis. I arbetet som tillägnades kurfurst Fredrik Wilhelm, redogjorde Schildknecht bland annat för sina insatser i svensk tjänst och lämnade en utförlig skildring av Gustav II Adolf som ingenjör och artillerist.